# Tanytarsus ginzanquartus
Tanytarsus ginzanquartus är en tvåvingeart som beskrevs av Sasa och Suzuki 1998. Tanytarsus ginzanquartus ingår i släktet Tanytarsus och familjen fjädermyggor. Inga underarter finns listade i Catalogue of Life.